# Nijland c.a.
Het waterschap Nijland c.a. was een waterschap in de gemeenten Hennaarderadeel, Wonseradeel en Wymbritseradeel in de Nederlandse provincie Friesland.
Het waterschap werd opgericht om de waterafvoer beter te regelen en het onderhoud van de vaarten te verbeteren.
Het gebied van het voormalige waterschap maakt sinds 2004 deel uit van het Wetterskip Fryslân.